# Kostel svatého Gotharda (Praha)
Kostel svatého Gotharda v Praze 6-Bubenči je římskokatolický farní kostel, klasicistní stavba na barokních základech. Stojí na Krupkově náměstí, které nese jméno po zdejším děkanu Františku Krupkovi, před rokem 1901 bylo beze jména, v letech 1901 až 1910 bylo zváno U kostela a v letech 1910 až 1947 Kostelní náměstí.

## Dějiny

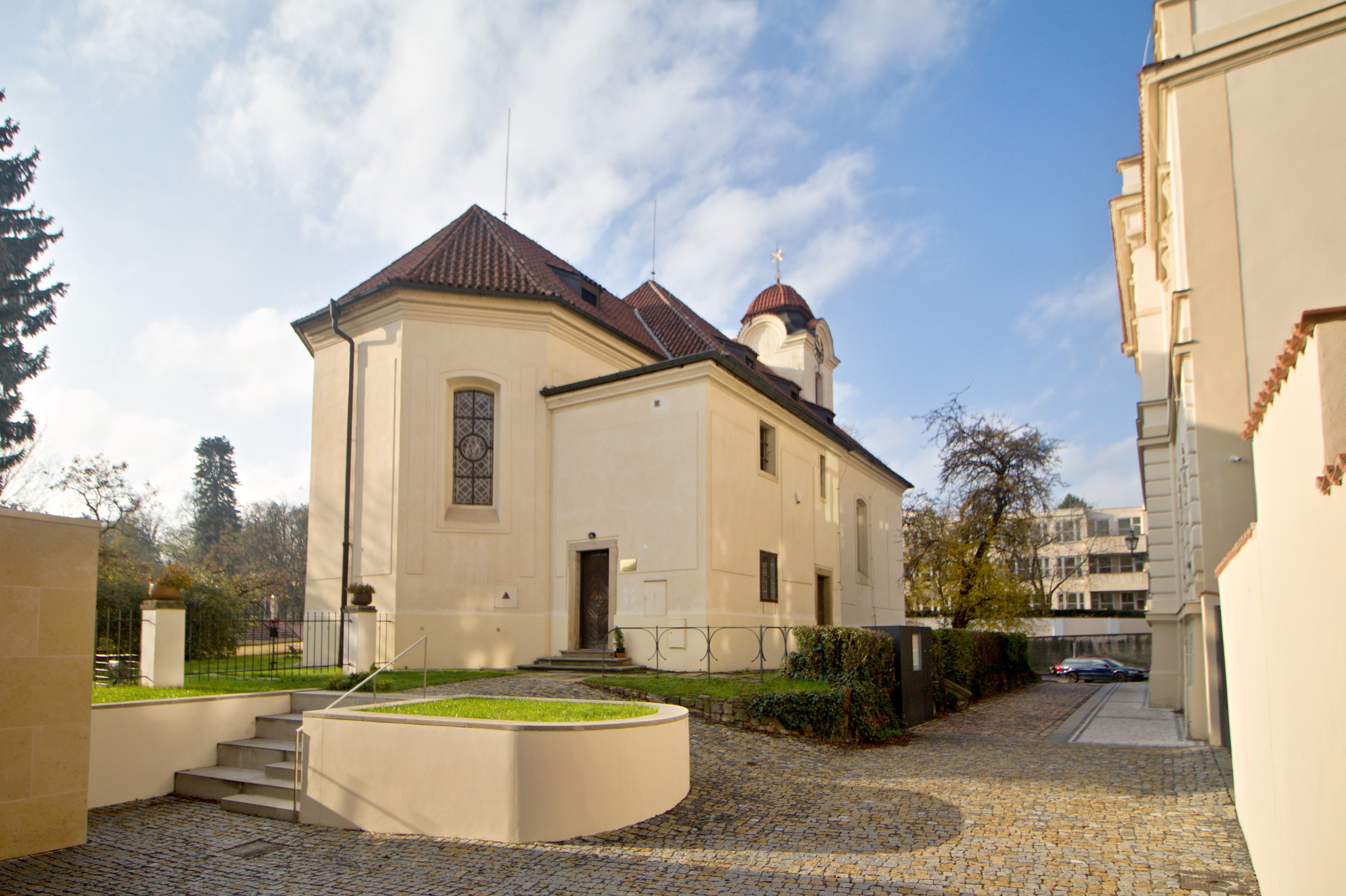
Závěr kostela svatého Gotharda v Bubenči

### Nejstarší dějiny
Ačkoli o první sakrální stavbě na území vsi Ovence (dnešní Bubenče) není známo nic bližšího, zasvěcení bubenečského kostela svatému Gothardovi je poměrně silným důkazem toho, že to bylo poměrně brzy, jelikož úctu k tomuto světci do našich zemí přinesli benediktinští mniši z Niederaltaichu, kde byl Gothard opatem. Benediktini kteří tvořili první osídlení nedalekého Břevnovského kláštera, založeného v roce 993, a kromě jiných založili roku 999 také klášter na Ostrově u Davle. Je tedy velmi pravděpodobné, že zde (možná na místě dnešního kostela) stávala prostá kaplička, u níž se ovenečtí modlili. Jde pouze o dohady bez historického podkladu, jisté však je, že kdesi nedaleko dnešního Krupkova náměstí stával dvůr, kde se ve 12. století narodil a vyrůstal blahoslavený Hroznata, pozdější opat premonstrátského kláštera v Teplé.
První zmínky o existenci kostela jsou již z roku 1313, kdy byl zdejším farářem jakýsi kněz Vlk.
I když byl bubenečský kostel jednoznačně farním již počátkem 14. století, historické listiny jej jako farní poprvé zmiňují roku 1352. Jeho podobu se nezachovala, nicméně lze s jistotou tvrdit, že šlo o románskou stavbu (snad rotundu), podobnou ostatním, které se nacházely v tehdejším okolí Prahy.
Nevýhodou obce Ovenec se velmi záhy stala její geografická poloha: na cestě od řeky k Pražskému hradu se musely přes obec, která navíc ležela hned u královské obory, skýtající dostatečné množství zásoby dřeva i zvěře, přesouvat všechna vojska táhnoucí na Prahu. Není proto divu, že obec často pustla v důsledku válečných škod a zdejší katolická farnost postupně ztrácela na významu.
Když si ovenecký kostel navíc vybrali husité jako svůj svatostánek, v němž se konaly bohoslužby pod obojí (jelikož Ovenec nebyl součástí Prahy, nevztahoval se na něj papežský interdikt z roku 1415), vyvolala místní obec nelibost u katolické vrchnosti. V květnu 1420 se u ovenecké obory utkal Jan Žižka z Trocnova s oddíly Jana z Michalovic a po vítězství husitů Žižkovi lidé zcela vypálili většinu stavení a kostel zcela vyplenili. Farnost zanikla a kostel byl nepoužitelný, a tak v roce 1421 byla bubenečská farnost sv. Gotharda úředně zrušena a kostel zpustl úplně.  
Ke konci 17. století se kostel sv. Gotharda (v původní, nedochované podobě) už opět používal, jistou dobu jej spravoval hlavní pražský farář od Matky Boží před Týnem. Dokládá to zápis v bubenečské matrice (dnes ztracené) z roku 1685 o pohřbu vedeném z bubenečského kostela. Libocký kostel, odkud byla svatogothardská farnost po nějaký čas spravována, byl opraven a administrace tamní fary obnovena až roku 1702. Zasloužil se o to nejvyšší purkrabí Českého království, hrabě Adolf Vratislav ze Šternberka.
Téhož roku se osada v Ovenci stala filiální při libocké farnosti i s kostelem sv. Gotharda. Tento stav však trval pouze do roku 1738.
Husitské války zasáhly do historie farnosti a na více než tři století se farní život zastavil. Zdejší lokalitou procházela četná vojska, obléhající Prahu, takže k plenění došlo jak během třicetileté války, tak i v letech 1741 a 1742.
Bubenečská farnost byla tenkrát přifařena k farnosti libocké a později k Bohnicím. Farnost u zbytků starého kostela byla obnovena v roce 1786 a záhy vznikla iniciativa pro výstavbu nového kostela s původním zasvěcením sv. Gothardu.

### Současný kostel

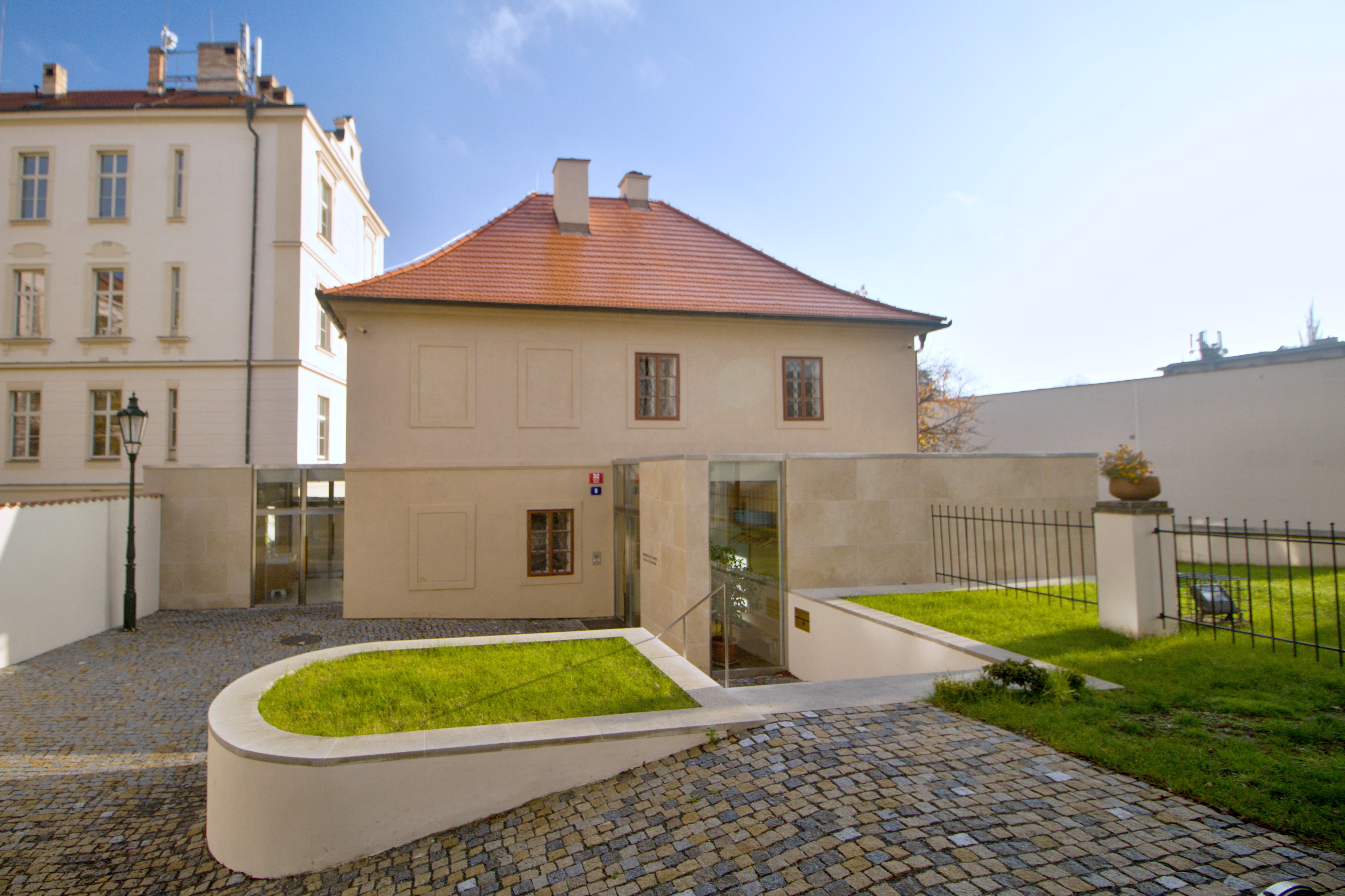
Budova fary při kostele sv. Gotharda

Historie současné barokní budovy kostela sv. Gotharda v Bubenči začala v roce 1800. Iniciátorem zbourání starého a výstavby nového chrámu byl pravděpodobně hrabě František Václav Kager ze Štampachu, tehdejší nejvyšší purkrabí Českého království. Ten vyzval zemské stavy k vypracování nového plánu kostela, protože starý se jevil „těsný, tmavý a jen dřevěným stropem opatřený“. Zemské stavy ještě téhož roku předložily stavební plán státním úřadům ve Vídni. Těm se však nový návrh nelíbil pro nedostatečné rozměry a požadovaly jeho rozšíření alespoň na kapacitu poloviny obyvatel tehdejší bubenečské osady, což činilo 537 duší. Dále Vídeň kritizovala nízký rozpočet, za jaký údajně nelze vystavět dostatečně uctivý svatostánek. A tak byl rozpočet navýšen o 878 zlatých a dosáhl celkově téměř 6000 zlatých.
Když byl sebrán dostatek peněz a císařské stavební úřady ve Vídni souhlasily se stavbou nového kostela, došlo v dubnu 1801 ke stržení staré stavby a již 4. května téhož roku byl slavnostně posvěcen základní kámen nového kostela. Stavba pokračovala velmi rychle. Podle dochovaných stavebních deníků vedl vlastní stavbu jakýsi mistr zednický z Podbaby jménem Matěj Šmaha, nebyl však nalezen původní plán stavby s podpisem architekta či projektanta. Na neděli 18. října 1801 byla svolána velká slavnost a do Bubenče na kočáru přijel pomocný pražský biskup (sufragán) Václav Leopold Chlumčanský z Přestavlk (1749–1830), jenž nový kostel vysvětil. Patronem kostela i nadále zůstal svatý Gotthard, biskup z Hildesheimu.

## Architektura a interiér

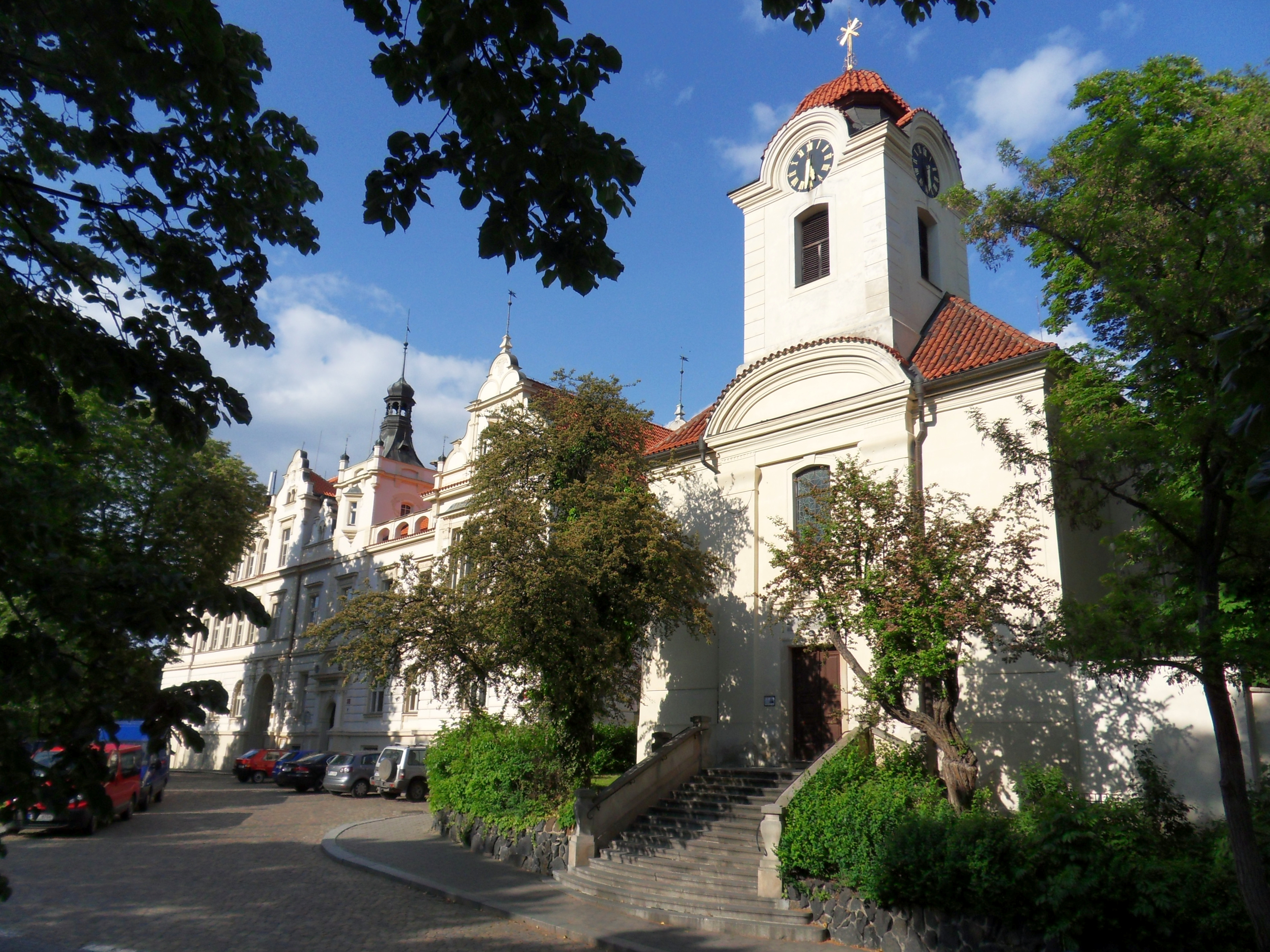
Poloha kostela sv. Gotharda na Krupkově náměstí

Kostel svatého Gotharda v Bubenči je církevní stavba menších rozměru, vystavěná v klasicistním stylu. Jedná se o jedinou sakrální stavbu tohoto druhu na území Prahy. V sousedství kostela stojí bývalá škola a bývalá radnice (nyní obchodní akademie). V bezprostřední blízkosti se nachází hospoda Na Slamníku.
Na barokních základech se starší hranolovou věží stojí jednolodní sálový kostel v klasicistním slohu; architekt není doložen, jen stavitel či polír Matěj Šmaha. Vnitřní zařízení pochází z řezbářské dílny Ignáce Michaela Platzera. Obraz světce na hlavním oltáři vytvořila vídeňská malířka B. Kraftová. Z původního zařízení se dochoval ještě obraz z oltáře sv. Jana Nepomuckého. Nepříliš vhodné místo s nestabilním podložím způsobilo, že stavba byla už v letech 1809-1810 opravována a také upravena Josefem Zobelem. K dalším úpravám došlo v roce 1861. V roce 1870 byly ve věži osazeny hodiny, které financoval významný českých stavitel, rytíř Vojtěch Lanna mladší.

## Duchovní správci
- 1313: Vlk
- 1356: Mikuláš Holubec
- ?: Ctibor
- 1374: Racek
- 1384: Mikuláš
- 1415: interdikt nad Prahou
- 1421: zánik farnosti
- 1770: obnovení činnosti kněze v Ovenci z Bohnic
- 1778: obnovení farnosti
- 1784–1788: administrátor Jan Nepomuk Kautzky
- 1789: kooperátor Martin Deabis, OCarm.
- 1825–1840: kaplan Karel Uhlik
- 1826–1830: farář Ludovik Sedlický
- 1841–1852: farář Antonín Hora
- 1841–1852: kaplan František Tingel
- 1858: farář: Alex. Urban
- 1858: kaplan František Liebich
- 1865–1867: farář Josef Menzl
- 1865–1867: kaplan Antonín Malec
- 1869–1874: administrátor Antonín Malec
- 1874–1911: farář Antonín Malec
- 1874–1885: kaplan Antonín Hermann
- 1886–1892: kaplan František Vacek
- 1905: kaplan Jan Vystrčil
- 1893–1911: kaplan Josef Sobotka
- 1912–1919: farář Josef Sobotka (14. 1. 1863 – 28. 1. 1920)
- 1912–1922: kooperátor František Krupka (* 30. 6. 1884 Hořepník)
- 1920–1922: administrátor František Krupka
- 1922 – 25. 11. 1942: farář-děkan František Krupka (30. 6. 1884 Hořepník – 25. 11. 1942 Zásmuky)
- 1942–1945: administrátor ThDr. Alois Wyka
- 1. 3. 1946 – 18. 6. 1955: farář-arciděkan Jan (Ladislav) Petrásek (18. 5. 1882 Čestín – 18. 6. 1955 Praha-Bubeneč, pohřben v Praze Bubenči)
- 1. 11. 1944 – 31. 5. 1956: kooperátor Karel Merth (31. 10. 1912 Jindřichův Hradec – 6. 4. 1984 Hrusice-Senohraby, pohřben ve Svatém Janu u Sedlčan)
- 1. 7. 1955 – 31. 1. 1957: administrátor Mons. ThDr. Josef Hermach
- 1. 2. 1957 – 14. 2. 1958: administrátor ThDr. Stanislav Novák (nar. 14. 6. 1917 Vlašim, zemřel 2. 10. 2006 Praha, pohřben v Praze na Vyšehradě)
- 1. 2. 1957 – 14. 2. 1958: kaplan Mons. ThDr. Josef Hermach
- 15. 2. 1958 – 30. 4. 1960: administrátor Mons. ThDr. Josef Hermach (29. 5. 1924 Písek – 25. 12. 2002 Slaný, pohřben v Praze na Malvazinkách)
- 15. 2. 1958 – 31. 10. 1958: kaplan Vojtěch Homola (13. 6. 1930 Bratislava-Devín – 22. 3. 1999 Praha, pohřben v Praze na Malvazinkách)
- 1. 11. 1958 – 31. 3. 1961: kaplan Josef Pekárek (5. 11. 1910 Obděnice – 1. 10. 1978 Praha, pohřben v Obděnicích)
- 1. 6. 1960 – 31. 8. 1975: administrátor ThDr. Miroslav Rajmon
- 1. 9. 1975 – 31. 8. 1985: farář ThDr. Miroslav Rajmon (26. 3. 1919 Sendražice – 3. 1. 1993, pohřben v Praze na Olšanech)
- 1. 9. 1985 – 31.7. 1990: administrátor excurrendo Mons. Jan Baxant
- 1. 9. 1985 – 31. 7. 1995: výpomocný duchovní Antonín Šorm
- 1. 8. 1990 – 31. 8. 1990: administrátor excurrendo Pavel Maria Baxant
- 1. 9. 1990 – 30. 11. 1991: administrátor Alois Kánský
- 1. 3. 1992 – 14. 3. 1997: administrátor PhDr. Jaroslav Zrzavý
- 15. 3. 1997 – 25. 2. 2002: farář PhDr. Jaroslav Zrzavý (1924–2002, pohřben v Praze v Bubenči)
- 7. 3. 2002 – 31. 12. 2006: administrátor excurrendo (z Holešovic) Alois Kánský
- 1. 7. 2002 – 30. 6. 2003: farní vikář excurrendo (z Holešovic) Zdzislaw Ciesielski
- 2. 9. 2002 – 31. 12. 2006: výpomocný duchovní ThDr. Bogdan Stanislaw Pelc
- 1. 7. 2003 – 31. 8. 2005: farní vikář excurrendo Ing. Marek Miškovský
- 1. 1. 2005 – 31. 12. 2006: výpomocný duchovní (z Holešovic) Alois Kánský
- 1. 9. 2005 – 30. 6. 2007: farní vikář excurrendo (z Holešovic) RNDr. Vladimír Kalík
- 1. 7. 2006 – 30. 6. 2008: farní vikář excurrendo (z Holešovic) RNDr. Matúš Kocian, Ph.D.
- 1. 1. 2007 – 30. 8. 2008: administrátor ThDr. Bogdan Stanislaw Pelc
- 1. 7. 2008 – 30. 6. 2009: farní vikář excurrendo (z Holešovic) Martin Vlček
- 1. 9. 2008 – 31. 10. 2008: administrátor excurrendo (z Holešovic) Alois Kánský (1954–2008), pohřben v Praze na Vinohradském hřbitově
- 1. 9. 2008 – 31. 8. 2009: farní vikář excurrendo (z Holešovic)  ThLic. Jaroslav Ścieraszewski
- 7. 11. 2008 – 31. 12. 2008: administrátor excurrendo (z Karlína) Miroslav Cúth
- 1. 1. 2009 – 30. 6. 2011: administrátor excurrendo (z Holešovic) Pavel Semela
- 1. 7. 2009 – 30. 6. 2011: farní vikář excurrendo (z Holešovic) MUDr. Jiří Korda
- 1. 7. 2011 – 30. 6. 2013: administrátor excurrendo (z Holešovic) Ing. Mgr. Michal Kimák
- 1. 7. 2013 – 14. 11. 2014: administrátor Ing. Mgr. Michal Kimák
- 1. 11. 2014 – 31. 10. 2015: výpomocný duchovní (z Holešovic) Mgr. Michael Jan Špán
- 15. 11. 2014 – 30. 9. 2015: administrátor excurrendo (z Holešovic) Pavel Semela
- od 1. 10. 2015: farář ICLic. Mgr. et Mgr. Miloš Szabo, ThD.

## Hřbitov
Od doby vzniku románského kostela se okolo něj rozkládal hřbitov. Po přestavbě kostela roku 1801 se prostor pro hřbitov zmenšil a byl proto založen nový hřbitov Na Skalce a po zrušení tohoto pak hřbitov Na Struhách. Kromě části původní hřbitovní zdi se ze hřbitova u kostela nic nedochovalo.